# Hai Quan
Maillots
Hai Quan est un club vietnamien de football basé à Hô Chi Minh-Ville et aujourd'hui disparu. C'était le club affilié au service des Douanes de la ville.
Fondé en 1975 et vainqueur de deux Coupes du Viêt Nam en 1996 et 1997 (plus une finale perdue en 1998), le club a également remporté le championnat national en 1991. C'est l'un des clubs fondateurs du championnat national vietnamien puisqu'il a pris part à l'édition inaugurale lors de la saison 1980, terminant d'ailleurs à la troisième place. Il dispute sa dernière saison en V-League en 1998, où il termine 11e puis échoue en barrage de promotion-relégation face à Thua Thien Hue, club issu de deuxième division. Cette relégation marque le lent déclin sportif du club qui va jouer dans les divisions inférieures. Hai Quan disparaît à l'issue de la saison 2001-2002 en raison de difficultés financières.
Lors de sa seule participation à la Coupe d'Asie des clubs champions, en 1992-93, le club de Hô Chi Minh-Ville est éliminé dès son entrée en lice par les Indonésiens d'Arseto Solo. En Coupe des Coupes, Hai Quan a été éliminé lors de ses deux participations dès le premier tour : en 1997-98 par le club sud-coréen de Suwon Samsung Bluewings, futur finaliste de la compétition (1-5, 0-4) et en 1998-99 par les Malaisiens de Sarawak FA (1-2, 1-3).

## Palmarès
- Championnat du Viêt Nam :
  - Champion : 1991
  - Vice-champion : 1983

- Coupe du Viêt Nam :
  - Vainqueur : 1996, 1997
  - Finaliste : 1998